# ベレーニ (小惑星)
ベレーニ (5694 Berényi) は、小惑星帯の小惑星。パロマー天文台のトム・ゲーレルスとライデン天文台のファン・ハウテン夫妻が発見した。
ハンガリーの物理学者でハンガリー科学アカデミー原子核研究所の所長を務めた、ベレーニ・デーネシュ（Berényi Dénes、1928年- ）にちなんで名づけられた。